# Johan Bodegraven

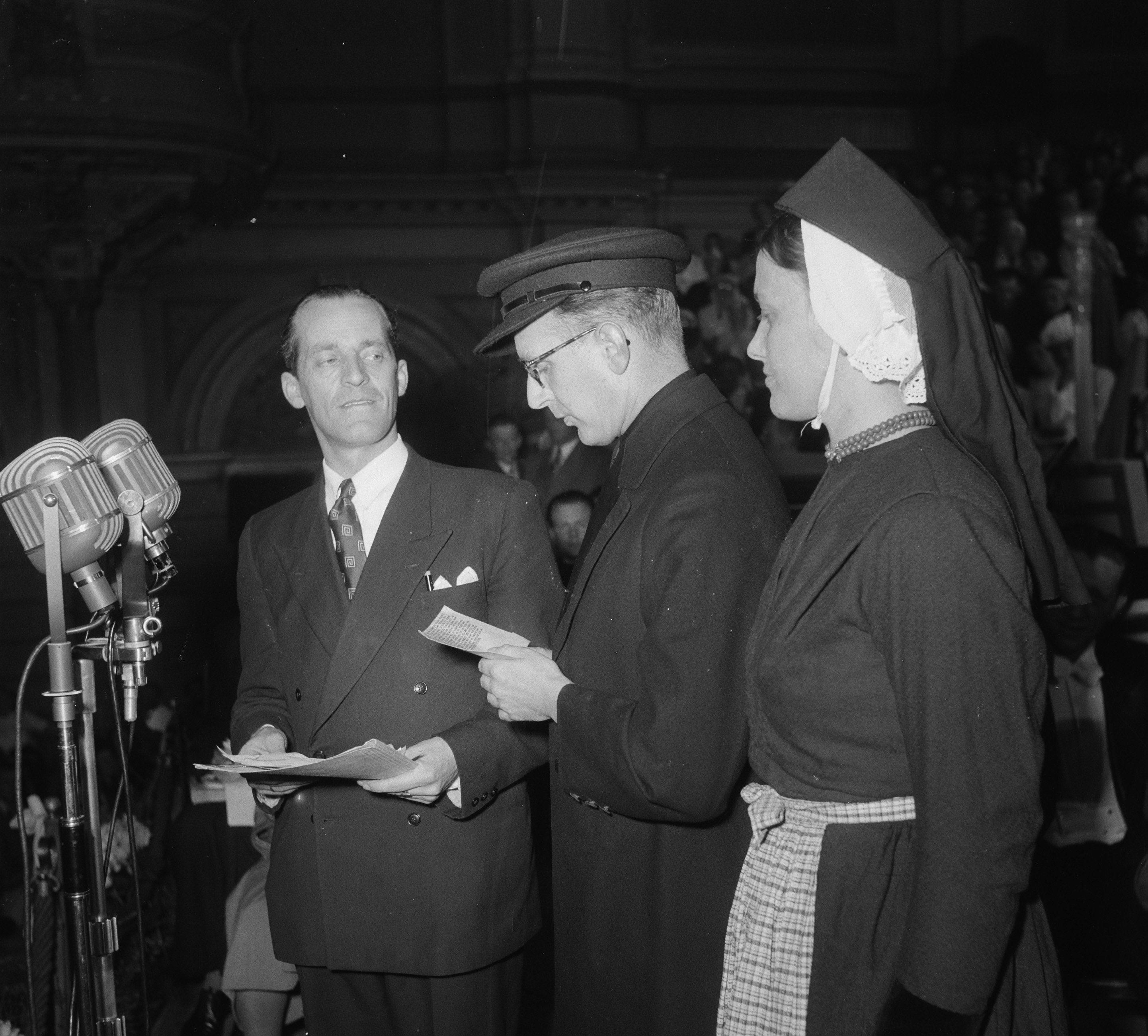
Johan Bodegraven (l) tijdens de slotavond van de Haak-in aktie in 1951.

Johannes Gerrit (Johan) Bodegraven (Tiel, 3 juli 1914 – Hilversum, 8 maart 1993) was een Nederlandse radiopresentator voor de NCRV.

## Jonge jaren
Bodegraven werd geboren in een gereformeerd gezin. Zijn vader Cornelis Bodegraven werkte als belastingdienstambtenaar, zijn moeder Cornelia Rombout was huisvrouw. Bodegraven zelf trouwde in 1940 met Johanna Yperlaan; samen kregen ze drie kinderen. Een van de kinderen zou op jonge leeftijd overlijden aan kanker.
Bodegraven wilde al jong de artistieke kant op, maar in het calvinistische milieu waar hij opgroeide, was dat uit den boze. Hij ging net als zijn vader bij de Belastingdienst werken, zijn artistieke aspiraties leefde hij in zijn vrije tijd uit bij het amateurtoneel. In 1946 werd hij tijdens een amateurtoneelspel ontdekt door Gerard Hoek, programmaleider bij de NCRV. Hij was ook leider bij scouting. Zijn latere programma's op de radio waren eigenlijk scoutingspelletjes.

## Naar de NCRV
Bodegraven ging het spelletje Spraakwaterval presenteren. Bij dit spelletje ging het erom over een willekeurig onderwerp (dat werd opgegeven door de spelleider) twee minuten vol te praten. Tot 1948 bleef Bodegraven bij de Belastingdienst werken, daarna kwam hij in dienst bij de NCRV, waar hij tot zijn pensioen bleef. Een bekend programma uit zijn begintijd, dat hij maakte samen met Goos Kamphuis, was de Radio-Vossenjacht. Met via de radio verstrekte aanwijzingen konden luisteraars een 'blauwe vos' en een 'zilvervos' opsporen. Wie het eerst een vos 'gevangen' had, was de winnaar. Ook bekend was het spelletje Mastklimmen, dat werd uitgezonden van 1952 tot en met 1957. Hoe meer vragen een deelnemer goed beantwoordde, hoe hoger hij of zij opklom in een mast; boven in de mast hing als hoofdprijs een gerookte ham. Van deze hoofdprijs stamt ook de uitdrukking "En dan nu de hamvraag!"

## Goede doelen
Voor de NCRV was Bodegraven hét gezicht van de geldinzamelingsacties voor goede doelen. De eerste verzon hij zelf tijdens het door hem in 1950/1951 gepresenteerde spelletje Haak-in. De deelnemers moesten in dit spel een woordketen vormen door een nieuw woord steeds te laten beginnen met de eindlettergreep van het daaraan voorafgaande woord: briefkaart – kaartspel – spelregel etc. Luisteraars konden meedoen met het allerlaatste woord, hun oplossing schreven ze op een briefkaart en beplakte deze met een extra postzegel voor het goede doel: het Koningin Wilhelmina Fonds (Kankerbestrijding). Er kwam veel meer geld binnen dan verwacht. Men had gerekend op 80.000 gulden, maar aan het einde was er meer dan 3 miljoen gulden ingezameld. Door dit succes ging de NCRV elk jaar geld inzamelen voor het goede doel. Bekende door Bodegraven gepresenteerde acties waren:
- Goed zo, voor gehandicapte kinderen en later voor Hongaren die na de Russische inval hun land waren ontvlucht (1956/1957)
- Zij Zoekt Zich Zelve Niet, voor de bouw van een nieuw Diaconessenhuis in Paramaribo (1959/1960)
- Doe wat terug, voor het Leger des Heils (1961)

Bodegraven was ook een van de initiatoren van de actie Beurzen open, dijken dicht. Deze actie werd door de gezamenlijke omroepen georganiseerd na de Watersnood van 1953. Met de actie werd zes miljoen gulden ingezameld – in totaal werd er voor de slachtoffers van de ramp 138 miljoen gulden bijeengebracht. Voor zijn inzet bij de diverse liefdadigheidsacties kreeg hij in 1960 de Visser Neerlandia-prijs. Vanaf 1955 hield Bodegraven zich ook bezig met de regie van hoorspelen.

## Bodegraven op tv
In 1963 benoemde de NCRV hem tot hoofd van de afdeling Gevarieerde Programma's Radio. Bodegraven had zijn hart verpand aan de radio; de televisie vond hij maar niets. Hij heeft eenmaal een tv-quiz gepresenteerd (in 1957), maar dat werd geen succes. In 1974 keerde hij nog een keer terug op tv ter gelegenheid van het 50-jarig bestaan van de NCRV en het 25-jarig bestaan van het Koningin Wilhelmina Fonds. Op tv leidde hij de actie Geven voor Leven, opnieuw voor de kankerbestrijding. Het lukte hem om in een paar dagen 68 miljoen gulden in te zamelen.

## Pensioen
In 1979 ging Bodegraven met pensioen en verdween hij min of meer in de vergetelheid. Een plan om zijn memoires te schrijven bleef onuitgevoerd. Af en toe gaf hij nog weleens een interview waarin hij terugblikte op zijn carrière. Bodegraven overleed op 78-jarige leeftijd aan de gevolgen van kanker.